# Унгарски парламент
Унгарският парламент (на унгарски: Országház) е органът на законодателната власт на Унгария. Неговата сграда се намира на площад „Лайош Кошут“, на левия бряг на река Дунав. Това е една от най-представителните и известни парламентарни сгради в света. Годишно привлича милиони туристи.

## Архитектура
Унгарският парламент е построен в нео-готически стил по плановете на Имре Щайндл. Строежът започва през 1885 г. и е завършен през 1904 г. Идеята е на Диет от 1830, а известния архитект Мхай Полак е назначен да проектира сградата по времето на от 1839-1840, но г-н Полак завършва проекта твъде късно и не успява да го представи пред закриването на народното събрание на 12.05.1840. Впоследствие три години по-късно проектът е отхвърлен, а плана е да се проведе международен търг. Минава десетилетие до резолюцията на Гнал, където проектът озаглавен  “Alkotmany” от Имре Щайндл, печели втория търг през 1882 г.
В строежа са участвали хиляди работници; използвани са 40 милиона тухли, половин милион плочи от мек варовик и 40 кг. злато.
Монументалният строеж е дълъг 268 м и широк 123 м. Интериорът включва 10 двора, 19 пътнически и товарни асансьора, 30 порти, 27 стълбища и 691 стаи (освен това и повече от 200 сервизни помещения). Със своята височина от 96 метра, това е една от най-високите сгради в Будапеща. Фасадата е украсена с 242 скулптори на унгарски и трансилвански владетели и на известни военни, като Арпад, крал Ищван и Янош Хуняди. Над прозорците могат да се видят изобразени гербовете на крале и херцози. Основната фасада е към Дунав, но главният вход е от източната страна и представлява стълбище, украсено със статуите на два лъва.
Сградата на унгарския парламент се отличава със своята величественост и красота. Има 365 кули – за всеки ден от годината, а височината от 96 метра е свързана с навършването на хиляда години през 1896 от пристигането на маджарите в Панония. Тъй като е построен от песъчливи камъни на брега на р. Дунав, влагата от реката всяка година разяжда стените му и поради многото детайли се налага да се извършват почти непрекъснати ремонти на Парламента.
Първоначалното изискване при строителството е било заложено да се ползват изключително местни материали, местни фолклорни мотиви и местни майстори. По време на строителството е имало постоянно над хиляда майстора, които допълнително се обучавали и впоследствие участват в изграждането на много други сгради, като прилагат иновативни подходи придобити по време на изграждането. Например: Унгарския парламент е една от първите сгради в които има изградено парно отопление, а котелното е било разположено извън сградата.  
В голямата зала е разположен най – ценната част от унгарската история, а именно: Короната, жезъла и меч. Особеното при короната е наклонен кръста, което се предполага че е получено вследствие на нараняване вследствие на множество премествания. 

### История
При бомбардировките през Втората световна война е бил почти напълно разрушен, но всички витринажи са оригинални. За тяхното спасяване са положени невероятни усилия от служителите на парламента, които в началото на войната свалят и скриват всички прозорци в подземието, като са положени в „пясъчни възглавници“.
След войната е възстановен и днес унгарците са горди с величествената постройка, една от най-красивите парламентарни сгради в Европа.